# شعاع (بصريات)

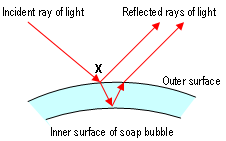

شعاع بصريات (بالإنجليزية: Ray optics)‏ في البصريات والأشعة هو نموذج مثالي للضوء الذي تم الحصول عليها عن طريق اختيار الخط العمودي على موجة احرف الضوء الفعلي، والذي يشير في اتجاه تدفق الطاقة. وتستخدم الأشعة لنمذجة انتشار الضوء من خلال نظام بصري، بقسمة مجال الضوء الحقيقي يصل إلى أشعة المنفصلة التي يمكن نشرها حسابيا من خلال النظام عن طريق تقنيات تعقب الشعاع. وهذا يسمح حتى النظم البصرية المعقدة جدا والتي يتعين تحليلها رياضيا أو محاكاة عن طريق الكمبيوتر. يستخدم تعقب الشعاع حلول تقريبية لمعادلات ماكسويل التي هي صالحة طالما أن موجات الضوء تنتشر عن طريق وحول الكائنات أبعادها هي أكبر بكثير من الضوء في الطول الموجي. لا تصف نظرية راي ظواهر مثل التدخل والحيود، والتي تتطلب نظرية الموجة (التي تنطوي على النسبية مرحلة من الأشعة).